# Sparta Kowno
Sparta Kowno (pełna nazwa: Polski Klub Sportowy Sparta Kowno) – litewski klub sportowy założony w Kownie w 1926 przez miejscowych Polaków, rozwiązany w 1938 roku. Aktywne były oddziały w Kownie, Wiłkomierzu, Poniewieżu, Birżach i Janowie. 

## Historia
Klub założyli litewscy Polacy w 1926 roku pod nazwą Sport Kowno. Rok później nazwę zmieniono na Sparta Kowno.
Piłkarska Sparta występowała w ekstraklasie Litwy Kowieńskiej. W 1927 roku zajęła piąte miejsce na zakończenie rozgrywek, rok później była czwarta, w 1929 piąta, a w 1930 szósta. Dwa lata później wygrała zaś rozgrywki na drugim poziomie ligowym.
Poza piłką działało wiele sekcji jak: siatkarska, koszykarska, lekkiej atletyki czy kolarska. Klub stawiał sobie za zadanie wychowywanie polskiej młodzieży w duchu patriotycznym. Sławnym zawodnikiem był Włodzimierz Jankowski, kolarz Sparty, który powołany został na Igrzyska Olimpijskie w Amsterdamie w 1928 r. i wystartował w barwach Litwy. Innym znanym sportowcem był tenisista Czesław Janczewski, jeden z lepszych polskich wyczynowców w Kownie. Jak podawał w sprawozdaniu członek zarządu Czesław Mikołajunas w 1933 roku klub liczył 233 członków a w 1934 419 członków. Władze Litwy kowieńskiej zawiesiły oddział klubu w Kruwondach. Działaczami klubu byli między innymi: Witold Żenkiewicz, Kazimierz Janczewski, Konrad Łapin, Witold Lutyk, Tadeusz Lancewicz i Zenon Koczan.  
Klub rozwiązała Litewska Izba Sportowa w 1938 r. Polskiemu klubowi zarzucano niestosowanie się do zasad gier sportowych, brutalność, a także ostentacyjne używanie języka polskiego. W 1939 r. Polacy założyli inny klub, Slavia Kowno.

## Zawodnicy
- Władysław Komar